# Marbach am Neckar
Marbach am Neckar är en stad omkring två mil norr om Stuttgart i förbundslandet Baden-Württenberg i sydvästra Tyskland. Den tillhör Landkreis Ludwigsburg. Marbach är mest känd som Friedrich Schillers födelsestad. Här finns även ett omfattande litteraturarkiv, Deutsches Literaturarchiv Marbach, där handskrifter och originalmanuskript av en mängd tyskspråkiga författare förvaras. År 2012 utdelades det ambulerande tyska litteraturpriset Petrarca-Preis i staden, eftersom den senmedeltida diktaren Petrarca en gång besökte orten.
Kommunen ingår i kommunalförbundet Marbach am Neckar tillsammans med kommunerna Affalterbach Benningen am Neckar och Erdmannhausen.

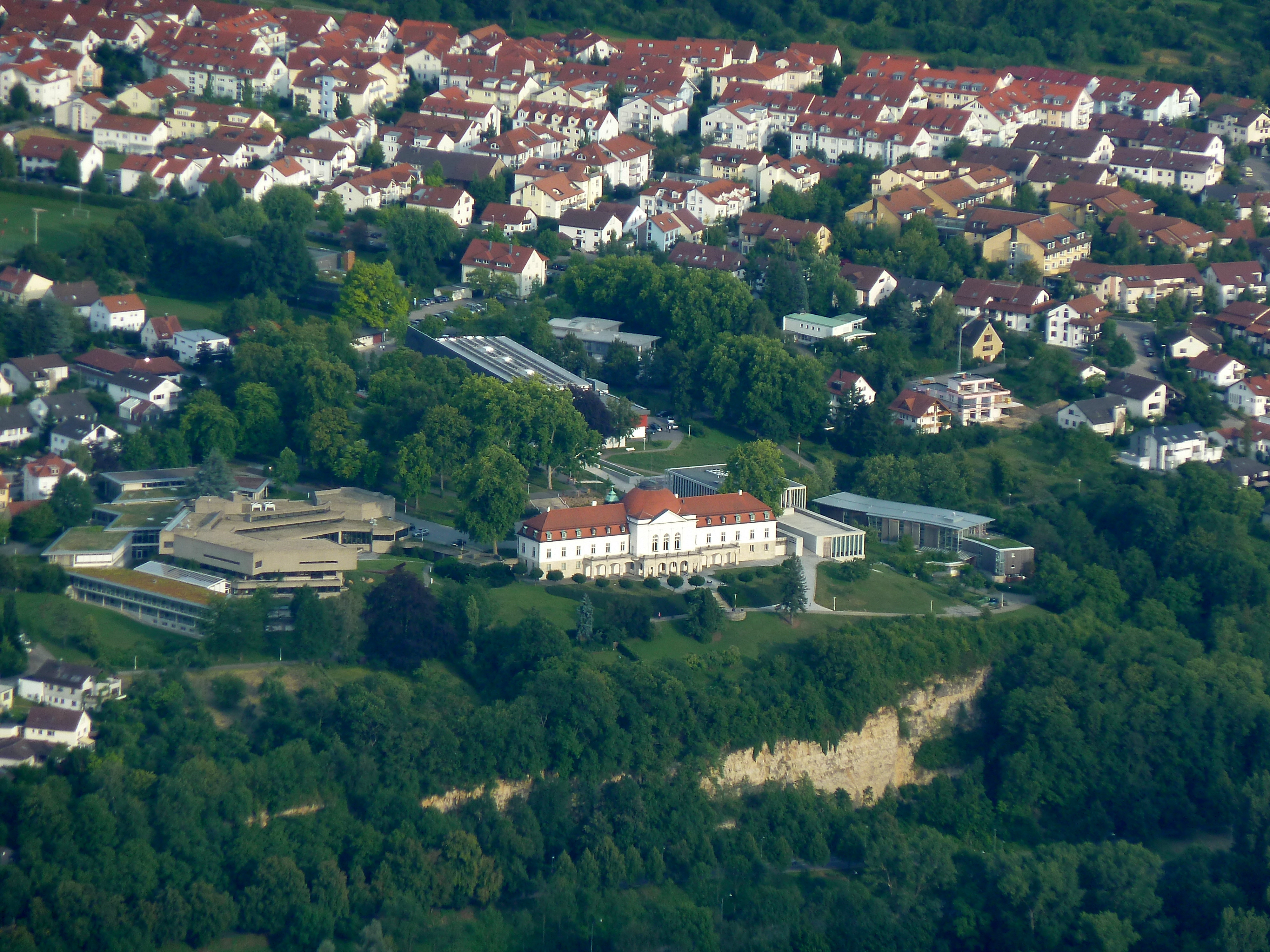
Park och museiområdet Schillerhöjden (Die Schillerhöhe) sedd från luften. Till vänster är Tyska litteraturarkivet Marbach, i mitten Schillerska nationalmuseet och höger intill Moderna litteraturmuseet.

Stadens anknytning till Schiller gör att den kan betecknas som en av Tysklands äldsta turistorter. Redan under tidigt 1800-tal kom besökare till staden för att åse Schillers födelsehus. Också park- och museiområdet Die Schillerhöhe lockar talrika besökargrupper.